# Quenquém
O termo quenquém é a designação comum a diversas formigas do gênero Acromyrmex, que se assemelham às saúvas quanto aos hábitos gerais, embora façam ninhos subterrâneos, constituídos por uma única panela e com entradas caracterizadas pela presença abundante de hastes de capim. Também são conhecidas pelas alcunhas de carreira, carregadeira, chanchã, formiga-caiapó, formiga-carreira, formiga-carregadeira, formiga-cortadeira, formiga-de-monte, formiga-de-nós, formiga-mineira, formiga-quenquém e quenquém-de-monte.

## Espécies
- Acromyrmex ambiguus
- Acromyrmex aspersus
- Acromyrmex aspersus aspersus
- Acromyrmex aspersus fuhrmanni
- Acromyrmex balzani
- Acromyrmex balzani balzani
- Acromyrmex balzani multituber
- Acromyrmex biscutatus
- Acromyrmex coronatus
- Acromyrmex coronatus andicola
- Acromyrmex coronatus coronatus
- Acromyrmex coronatus globoculis
- Acromyrmex coronatus importunus
- Acromyrmex coronatus panamensis
- Acromyrmex coronatus rectispinus
- Acromyrmex crassispinus
- Acromyrmex diasi
- Acromyrmex disciger
- Acromyrmex echinatior
- Acromyrmex evenkul
- Acromyrmex fracticornis
- Acromyrmex heyeri
- Acromyrmex hispidus
- Acromyrmex hispidus fallax
- Acromyrmex hispidus formosus
- Acromyrmex hispidus hispidus
- Acromyrmex hystrix
- Acromyrmex hystrix ajax
- Acromyrmex hystrix hystrix
- Acromyrmex landolti
- Acromyrmex landolti landolti
- Acromyrmex landolti myersi
- Acromyrmex laticeps
- Acromyrmex laticeps laticeps
- Acromyrmex laticeps nigrosetosus
- Acromyrmex lobicornis
- Acromyrmex lobicornis cochlearis
- Acromyrmex lobicornis ferrugineus
- Acromyrmex lobicornis lobicornis
- Acromyrmex lobicornis pencosensis
- Acromyrmex lobicornis pruinosior
- Acromyrmex lundi
- Acromyrmex lundii
- Acromyrmex lundii boliviensis
- Acromyrmex lundii carli
- Acromyrmex lundii decolor
- Acromyrmex lundii lundii
- Acromyrmex lundii parallelus
- Acromyrmex lundii pubescens
- Acromyrmex niger
- Acromyrmex nobilis
- Acromyrmex octospinosus
- Acromyrmex octospinosus cubanus
- Acromyrmex octospinosus echinatior
- Acromyrmex octospinosus ekchuah
- Acromyrmex octospinosus inti
- Acromyrmex octospinosus octospinosus
- Acromyrmex octospinosus volcanus
- Acromyrmex pulvereus
- Acromyrmex rugosus
- Acromyrmex rugosus rochai
- Acromyrmex rugosus rugosus
- Acromyrmex rugosus santschii
- Acromyrmex silvestrii
- Acromyrmex silvestrii bruchi
- Acromyrmex silvestrii silvestrii
- Acromyrmex striatus
- Acromyrmex subterraneus
- Acromyrmex subterraneus brunneus
- Acromyrmex subterraneus molestans
- Acromyrmex subterraneus ogloblini
- Acromyrmex subterraneus peruvianus
- Acromyrmex subterraneus subterraneus
- Acromyrmex versicolor
- Acromyrmex versicolor chisosensis
- Acromyrmex versicolor versicolor
- Acromyrmex volcanus